# Larry Azouni
Larry Azouni (ur. 23 marca 1994 w Marsylii) – tunezyjski piłkarz występujący na pozycji pomocnika we francuskim klubie Nîmes Olympique. Były młodzieżowy reprezentant Tunezji i Francji.

## Sukcesy

### Francja
- Wicemistrzostwo Europy do lat 19: 2013